# Малиновка (Тайшетский район)
Малиновка — деревня в Тайшетском районе Иркутской области России. Входит в состав Квитокского муниципального образования. Находится примерно в 45 км к северо-востоку от районного центра.

## Население
По данным Всероссийской переписи, в 2010 году в деревне проживало 15 человек (7 мужчин и 8 женщин).